# 치즈인더트랩 (드라마)
《치즈인더트랩》은 2016년 1월 4일부터 2016년 3월 1일까지 tvN에서 방영된 월화 드라마이다. 순끼의 동명 웹툰이 원작이다. 하지만 초반부터 유정 역의 박해진을 제외한 모든 주연 배우들이 원작 캐릭터와 동떨어진 연기를 보이며 논란이 생겼고 후반부에 들어서는 원작 파괴 수준의 각색(유정이 해야할 일을 모두 백인호가 하는 것으로 바꿈)으로 흥행에 실패했다.

## 등장 인물

### 주요 인물
- 박해진 : 유정 역 (아역 : 박민상)
- 김고은 : 홍설 역
- 서강준 : 백인호 역 (아역 : 유제건)
- 이성경 : 백인하 역 (아역 : 이나윤)
- 남주혁 : 권은택 역
- 박민지 : 장보라 역

### 유정 주변인물
- 손병호 → 황정민 : 유영수 역

### 홍설 주변인물
- 안길강 : 홍진탁 역
- 윤복인 : 김영희 역
- 김희찬 : 홍준 역

### 연이대학교
- 황석정 : 강 교수 역
- 김진근 : 한 교수 역
- 오일영 : 심 교수 역
- 이우동 : 허윤섭 역
- 문지윤 : 김상철 역
- 오희준 : 하재우 역
- 지윤호 : 오영곤 역
- 윤지원 : 손민수 역
- 차주영 : 남주연 역
- 윤예주 : 강아영 역
- 고현 : 김경환 역
- 신주환 : 민도현 역
- 김혜지 : 이다영 역

### 그 외 인물들
- 김기방 : 공주용 역
- 유장영 : 상근 역
- 백수장 : 주인집 손자 역
- 정의철
- 지영우 : 남직원 역
- 박노식 : 노숙자 역
- 이현걸 : 망치 역
- 강은우
- 이진권 : 김민태 역
- 황병효
- 한여울
- 유정래
- 원태
- 권오진
- 김민상 : 홍설의 삼촌 역
- 김태윤
- 정세형 : 박 대리 역
- 허선행
- 박건락
- 한은선 : 이모나 역
- 손인용
- 서진욱
- 임재근
- 장용철 : 노 교수 역
- 윤종원 : 형사 역

### 특별출연
- 제이정
- 신지호 : 피아니스트 역
- 홀린

## 시청률
최저 시청률과 최고 시청률은 시청률 조사회사와 지역별로 시청률에 차이가 있을 수 있으며, 닐슨 코리아 유료 가입자 기준으로 합니다.
| 2016년 | 2016년   | 2016년      | 2016년          |
| 회차   | 방송일자 | TNMS 시청률 | AGB 닐슨 시청률 |
| ------ | -------- | ----------- | --------------- |
| 제1회  | 1월 4일  | 2.6%        | 3.597%          |
| 제2회  | 1월 5일  | 2.9%        | 4.839%          |
| 제3회  | 1월 11일 | 5.8%        | 5.222%          |
| 제4회  | 1월 12일 | 5.7%        | 5.687%          |
| 제5회  | 1월 18일 | 6.2%        | 6.490%          |
| 제6회  | 1월 19일 | 6.6%        | 6.271%          |
| 제7회  | 1월 25일 | 7.0%        | 6.030%          |
| 제8회  | 1월 26일 | 7.1%        | 6.750%          |
| 제9회  | 2월 1일  | 7.2%        | 7.102%          |
| 제10회 | 2월 2일  | 7.6%        | 6.545%          |
| 제11회 | 2월 15일 | 7.3%        | 5.598%          |
| 제12회 | 2월 16일 | 7.2%        | 5.844%          |
| 제13회 | 2월 22일 | 6.9%        | 6.169%          |
| 제14회 | 2월 23일 | 7.2%        | 6.487%          |
| 제15회 | 2월 29일 | 6.4%        | 5.875%          |
| 제16회 | 3월 1일  | 7.5%        | 6.889%          |

## 참고 사항
- 수지가 여자 주인공 홍설 역에 캐스팅 거론되었으나 공식적으로 고사하였고, 최종적으로 김고은이 낙점되었다.[1]
- 극중 유정과 이자성 역을 맡았던 박해진과 이정재는 같은 소속사 아티스트컴퍼니에 속해 있다

## 같이 보기
- 웹툰을 원작으로 삼은 드라마 목록